# Pla de Vilafranca
Pla de Vilafranca este o arie protejată (arie de protecție specială avifaunistică — SPA) din Spania întinsă pe o suprafață de 1.732,72 ha, integral pe uscat.

## Localizare
Centrul sitului Pla de Vilafranca este situat la coordonatele 39°32′51″N 3°06′17″E / 39.5474°N 3.1047°E.

## Înființare
Situl Pla de Vilafranca a fost declarat arie de protecție specială avifaunistică în ianuarie 2019 pentru a proteja 3 specii de animale.

## Biodiversitate
Situată în ecoregiunea mediteraneană, aria protejată nu include niciun habitat protejat.
La baza desemnării sitului se află mai multe specii protejate de  păsări (3): erete de stuf (Circus aeruginosus), erete cenușiu (Circus pygargus), turturică (Streptopelia turtur).